# Mantidactylus silvanus
Mantidactylus silvanus és una espècie de granota de la família dels mantèl·lids endèmica de Madagascar.
Es troba als boscos humits tropicals i subtropicals, i als rius.
Està en perill d'extinció per la pèrdua del seu hàbitat natural.